# Estadio Jardines del Hipódromo
Das Estadio Jardines del Hipódromo ist ein Stadion in der uruguayischen Hauptstadt Montevideo. 
Es wurde am 25. August 1957 eröffnet. Das Stadion wurde in den Jahren 2000 und 2006 renoviert, wobei auch die Zuschauerkapazität erhöht wurde. Es fasst mittlerweile 18.000 Zuschauer. (Andere Quellen gehen von einem Fassungsvermögen von lediglich 16.000 Besuchern aus) Die Arena wird zurzeit hauptsächlich als Fußballstadion genutzt. Der heimische Fußballverein Danubio FC trägt hier seine Heimspiele aus.